# Sfingozin-1-fosfat
Sfingozin-1-fosfat (okrajšano S1P, angl. Sphingosine-1-phosphate) je signalni sfingolipid, pripisujejo pa mu tudi vlogo bioaktivnega lipidnega posrednika.

## Tvorba
Sfingozin se prošča iz ceramidov, pri čemer sodeluje encim ceramidaza. Fosforilacijo sfingozina katalizira encim sfingozin-kinaza, ki se nahaja v citosolu in endoplazemskem retikululumu različnih celic. S1P se razgradi s pomočjo encima sfingozin-fosfataze.

## Funkcija
S1P je krvni lipidni posrednik, povezan z lipoproteini, kot je na preimer HDL, v ostalih tkivnih tekočinah pa je prisoten v manjših količinah. Sprva so predpostavljali, da ima vlogo znotrajceličnega glasnika (sekundarnega mediatorja), leta 1998 pa so odkrili, da je zunajcelični ligand za receptorje S1PR1, ki so sklopljeni s proteinom G. Sedaj je znano, da receptorji za SP1 spadajo v družino fosfolipidnih receptorjev. Večina bioloških učinkov doseže molekula SP1 s signaliziranjem preko receptorjev na celičnih membranah.
S1P je pomembna signalna molekula v celotnem organizmu, še posebej pomembno vlogo pa ima za žilje in imunski sistem. Uravnava angioneogenezo, stabilnost žil in njihovo prepustnost. V imunskem sistemu ima pomembno funkcijo pri izplavljanju imunskih celic iz limfatičnih organov (kot so priželjc in bezgavke) v mezgovnice. 

## Flinični pomen
Učinkovina fingolimod, ki je antagonist na receptorjih S1P, preprečuje potovanje avtoimunskih limfocitov iz limfatičnih organov v osrednje živčevje. Klinične raziskave tretje faze so pokazale, da zavira poslabšanje multiple skleroze.